# Myrioblephara simplaria
Myrioblephara simplaria là một loài bướm đêm trong họ Geometridae.